# Pradera (Metro de Quito)
Pradera es la decimoprimera estación del Metro de Quito, que funciona como parte de la línea 1.  El predio se encuentra en a intersección de la Av. Eloy Alfaro y calle Inglaterra y en la parroquia Iñaquito pero lo importante es que no sólo conecta las principales vías del sector de Pradera, sino que también conecta a sus residentes y visitantes con la riqueza cultural y comercial de la región.

## Accesos
Vestíbulo Pradera
- Avenida Eloy Alfaro con 9 de Octubre Avenida Eloy Alfaro con 9 de Octubre.
- Eloy Alfaro con Iglaterra Avenida Eloy Alfaro con calle Inglaterra.
- Ascensor Av. Eloy Alfaro e Inglaterra.